# Zaglossus attenboroughi
Thú lông nhím mỏ dài Sir David hay thú lông nhím mỏ dài Attenborough (danh pháp khoa học: Zaglossus attenboroughi) là một loài động vật có vú trong họ Tachyglossidae, bộ Monotremata. Loài này được Flannery & Groves miêu tả năm 1998.
Loài này sinh sống tại New Guinea. Chúng được đặt tên để vinh danh Sir David Attenborough, nhà tự nhiên học nổi tiếng. Chúng sinh sống ở vùng núi Cyclops, ở gần thành phố Sentani và Jayapura ở tỉnh Papua của Indonesia.

## Hình ảnh

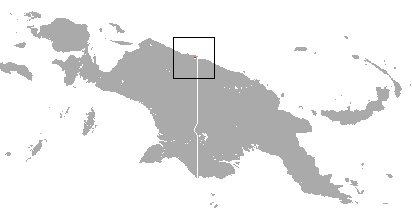
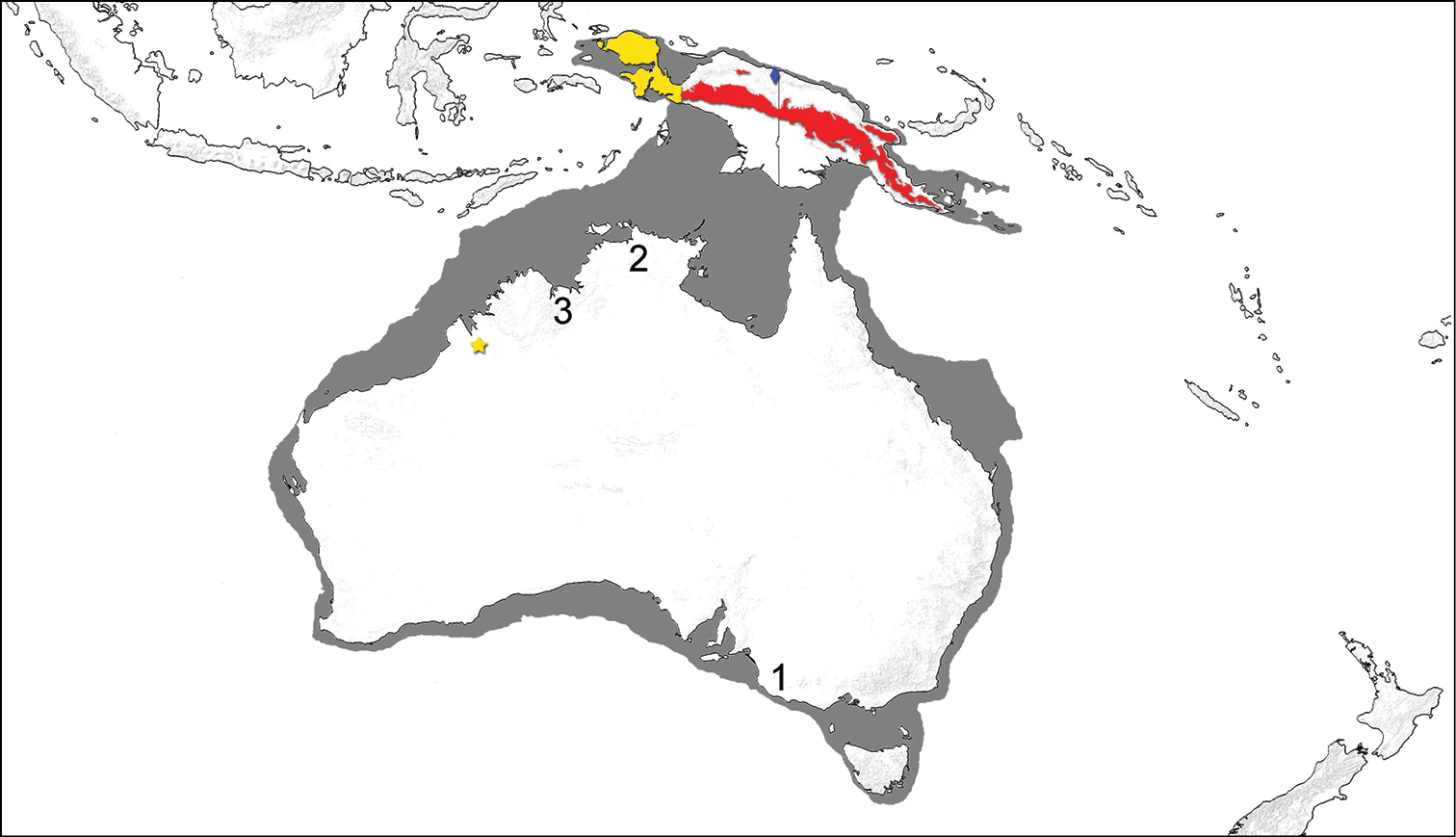